# Schtärneföifi
Schtärneföifi war eine fünfköpfige schweizerische Band. Sie wurde 1995 gegründet und wurde mit ihren schrägen Liedtexten von Kopf Boni Koller in Schweizer Mundart bei Kindern bekannt. Im Jahr 2007 veröffentlichten sie unter dem Namen Stern 5 ihr erstes Album mit hochdeutschen Versionen. 2018 löste sich die Gruppe auf.

## Geschichte
Insbesondere in der Deutschschweiz erlangte die Band durch das Lied «Heicho – ohni Znacht is Bett» einen grossen Bekanntheitsgrad, was nicht zuletzt auch auf den Fernsehauftritt in der Quiz-Sendung «Risiko» im Jahre 1995 zurückzuführen ist. Bei der ersten Version von 1994 waren noch Gerda und Kathrin Treml dabei, Adrian Fiechter noch nicht. Der überraschende Erfolg des Stücks führte zur Bandgründung.
Mit den Dixie Cups aus New Orleans, welche mit Iko Iko das Lied inspiriert hatten, nahmen Schtärneföifi 2009 eine neue Version auf – wiederum auf Schweizerdeutsch. Von 1996 bis 2017 sind zehn CDs mit rund 160 Liedern entstanden. Im Dezember 2018 gab die Band das letzte Konzert in Davos.

## Mitglieder
- Sibylle Aeberli (Gesang, Gitarre)
- Boni Koller (Gesang, Gitarre)
- Adrian Fiechter (Keyboards)
- Jean Zuber (Kontrabass, E-Bass)
- Thomas Haldimann (Schlagzeug, Perkussion)
- Gerda Treml (Gesang, Perkussion)

## Diskografie
- 1996: Tuet mer leid
- 1999: Heimlifeiss
- 2001: Geischterbahn
- 2002: De dopplet Geburtstag
- 2004: Lampefieber
- 2007: Zvorderscht i de Loki
- 2007: Alarm, viel Lärm für Kids (als Stern 5, hochdeutsche Versionen)
- 2009: Wältberüemt
- 2012: Ragete
- 2013: Die Odyssee für Kinder
- 2016: Der Teufel mit den drei goldenen Haaren
- 2017: Dräckigi Händ